# スズキ・グース
グース（Goose）は、スズキが製造・販売していたオンロードタイプのオートバイ（普通自動二輪車）である。先発のGoose350と、排気量ダウン版であるGoose250が存在する。

## 概要
当モデルは、レプリカブームまっただなかの4気筒モデル全盛時にあって、スズキが単気筒スーパースポーツの可能性を示そうとした意欲作であった。ワインディングを軽快に走り抜ける事を追求し、ある意味割り切った設計から作られた車体は、絶対的なパワーは無いが切り返しも早くラインコントロールも容易で、タイトなコースシチュエーションではレーサーレプリカモデルとも互角に渡り合える実力を持っていた。また性能だけでなく、デザインにおいても前衛的なスタイルを採用しその外観は現代のマシンデザインにも通じる新しいものであった。
しかしながらスペック競争最盛期の当時にあっては、主たるアピール層である「走りを意識するユーザー」には“カタログスペックの数値の低さ”だけですでにレプリカモデルの対抗枠と見なされず、一般ライダーにとっては“高回転維持を求めるエンジン特性”、“レーサーレプリカ並のきついライディングポジション”、“タンデムや荷載を考慮しないセパレートシート”など、快適性や積載性の低さから実用的な用途には向かない性格がマイナス要因となり、結果として商業的には不人気車と言わざるを得ないものとなった。
Goose350の生産時期は1991年 - 1999年、Goose250の生産時期は1992年 - 1993年であり（カタログ上はその後数年間掲載が続く）、全車種とも既に販売終了となっている。Goose350はラインナップに10年近く載り続けたが、総生産台数は6,000台程度にとどまっている。

## モデル一覧

### Goose350
1991年に、輸出用エンデューロレーサーであるスズキ・DR350をベースとするエンジンを搭載した、シングルスーパースポーツとして発売される。車名である Goose の由来は、マン島TTのコース上にあるGooseneck（雁の首）という有名なヘアピンコーナーの名にちなんだものである。1991年の東京モーターショーで発表され、ほぼそのままの形で市販された。キャッチコピーは『直線は退屈だ』。
エンジンはDR350の物をより高回転型にチューンした、油冷4ストロークSOHC4バルブ単気筒エンジン。バルブ挟み角・燃焼室形状はDR350と同一だがポート形状は新設計の為、ヘッド部は別部品である（フィンも大型化している）。ピストンは引き続きGSX系のT型が採用されている。振動対策としてエンジン前側に一軸バランサを内蔵する。潤滑方式はドライサンプで、エンジン下部に別体式オイルタンクを持つ。増加した熱量対策として1,350kcal/hのオイルクーラーを装備。キャブはミクニのBST40（⌀40のスリングショットキャブレター）。排気装置は、エキゾーストパイプ部はステンレス、サイレンサーはアルミ、中間部に鉄製チャンバーを設けたダウンタイプとなっている。
車体構成は、フレームはスチールパイプのトラス形状ダイヤモンドフレームにアルミ鋳造製のスイングアームピボットブラケットを組み合わせる。これにフロントはインナー⌀39の倒立フォーク、リアはスチール製スイングアームにニューリンク式のシングルショックという構成。スイングアーム後端のチェーンアジャスターは偏芯タイプとなっている。ちなみにフレームのデザインはジレラ：サトゥルノと同じく萩原直起である。
ブレーキは前後油圧シングルで、フロントに⌀300のフローティングディスク＋トキコ製異径対向4PODキャリパ、リアに⌀210ディスク＋対向2PODキャリパを装備。ホイールはグース独自デザインの5本キャストスポークホイールで、タイヤは純正ではダンロップのD102を装着する。
スタイルは丸目ヘッドライトに砲丸メーター等ネイキッド然としたものだが、トップブリッジ下に付くセパレートハンドル、バックステップ、シングルシート風のテールカウルと、かなりレーシーで独特のデザインを見せる。サイドカバーには名前の由来でもある"グースネック"コーナーをあしらったプレートが埋め込まれる。車体色は、青、赤、銀（フレーム＆スイングアーム＝ボディ同色）、及び'99の最終型の黄/黒、黒（フォーク＝金、フレーム＆スイングアーム＝銀）の5種類が存在する。

### Goose250
翌1992年に、DR350の排気量ダウンモデルであるDR250、これを更に公道走行車としたDR250S(SJ44A)のエンジンを流用した250ccモデルが発売される。DR250との相違点はプラグ径と冷却フィンのサイズ。
エンジン以外の 350 からの主な変更点は、フォークが正立(インナー⌀41）になり、オイルクーラーがオミットされ、チェーンアジャスターが一般的な引き型になり、リアタイヤが１サイズダウンした程度で、他はほぼ同一コンポーネントとなっている。 250 の車体色は黒（フレーム＆スイングアーム＆サイドプレート＝同色）のみ。